# Matsue

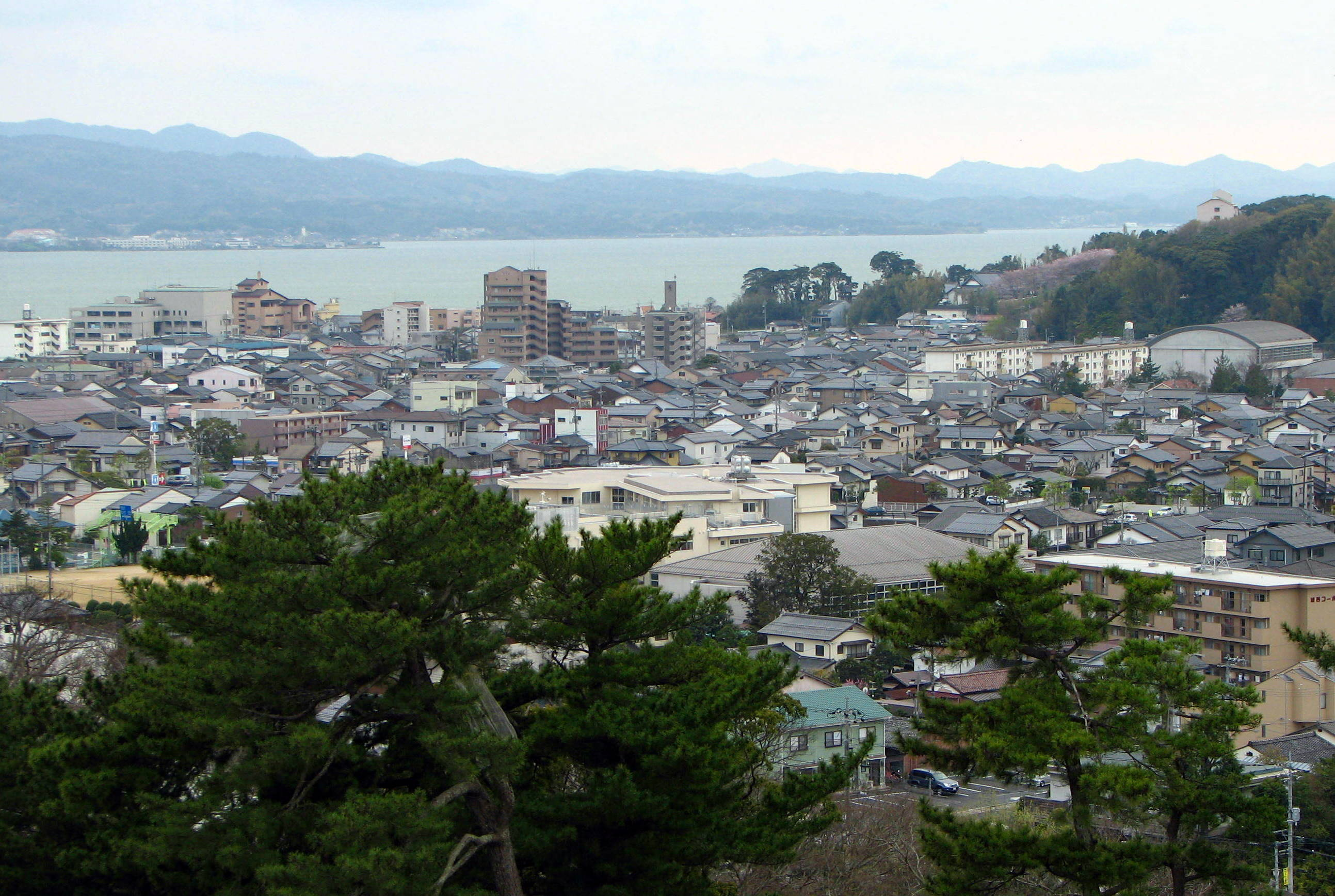
Vy över Matsue från Matsue slott

Matsue (japanska: 松江市?, Matsue-shi) är residensstad i Shimane prefektur i regionen Chugoku på sydvästra Honshu i Japan, belägen på västkusten mot Japanska havet vid sjön Shinji-kos (japanska: 宍道湖?) utlopp. 
Staden fick stadsrättigheter 1889  och 
har sedan 2012 
status som speciell stad (japanska: 特例市?, Tokureishi) enligt lagen om lokalt självstyre.
Författaren Lafcadio Hearn (japanska: 小泉八雲?, Koizumi Yakumo) kom till Matsue som engelsklärare. Han var mycket förtjust i den japanska kulturen och introducerade japansk kultur till många genom sina berättelser från Matsue.
Ca 10 km nordväst om stadens centrum ligger Shimane kärnkraftverk.